# Struthio camelus massaicus
Lo struzzo masai (Struthio camelus massaicus Neumann, 1898) è un uccello appartenente alla famiglia degli Struthionidae.

## Distribuzione e habitat
Questa sottospecie è diffusa in Kenya meridionale e in Tanzania.